# Shango

Holzskulptur eines Donnergottes in Nigeria. Gefertigt von Lamidi Olonade Fakeye (1928–2009)

Shango (Xangô,  Changó, Sango) ist der in der  Religion der Yoruba und den darauf beruhenden afroamerikanischen Religionen der wohl populärste Orisha (Gott). Er ist himmlischer Vater, Donnergott und Ahne der Yoruba. In der karibischen Lukumí-Religion gilt Shango als religiöse Hauptgestalt, der die Oyo-Yoruba Westafrikas repräsentiert.

## Historischer Shango
Shango war nach Oranyan und Ajaka der dritte König (aláfin) von Oyo im Yorubaland und Heerführer und Nachkomme des legendären Ahnherrn Oduduwa. Er wurde nach seinem Tod vergöttlicht und sein Nachfolger wurde sein Bruder Ajaka, der auch sein Vorgänger war.

## Shango im Yorubaland

### Legenden
Der Legende zufolge entsprang er (zusammen mit vierzehn anderen Göttern) dem Leib der Göttin Yemayá, nachdem ihr Sohn Orungan versucht hatte, sie zu vergewaltigen. Es gibt zahlreiche Erzählungen zur Geburt und Abstammung Shangos und andere über sein Leben, die sein Wesen und Ergehen illustrieren. Ein Geschichtenkranz stellt Shango als Sohn von Aganju und Obatala dar. Demnach unternahm der König Obatala eine Reise und musste einen Fluss überqueren. Aganju, der Fährmann und Gott des Feuers, verweigerte die Passage. Obatala kehrte um und verwandelte sich in eine schöne Frau. Zum Fluss zurückgekehrt bot er seinen Körper zum Tausch für die Passage. Shango war das Ergebnis dieser Verbindung. Diese Spannung zwischen Vernunft, von Obatala repräsentiert, und Feuer, von Aganju dargestellt, bildete die Grundlage für Shangos Natur und Charakter.
Shango begibt sich dann auf die Suche nach seinem Vater Aganju, und zwischen beiden entwickelt sich ein konfliktreiches Drama, das seinen Höhepunkt darin findet, dass Shango sich ins Feuer wirft, um seine Abstammung zu prüfen. Alle Geschichten um Shango schildern solche drastischen Ereignisse. Er hat drei Frauen; die bevorzugte ist  (wegen ihres ausgezeichneten Kochens) Oshun, eine Flussgöttin. Die andere Frau ist Obba, ebenfalls eine Flussgöttin. Als sie Shango ihr Ohr zum Essen anbot, verjagte er sie und sie wurde zum Oba-Fluss, der mit dem Oshun vermischt gefährliche Stromschnellen bildet. Oyá, Shangos dritte Frau, stahl die Geheimnisse seines mächtigen Zaubers.
Die Wendung „es ist nicht alles Gold, was glänzt“ begleitet die Geschichte von Shango und von Oba: Oba war Shangos erste und legitime Frau, Oya und Oshun seine Konkubinen. Sie lebten in einer Siedlung, in der Shango und jede Frau ihr jeweils eigenes Haus bewohnten. Er besuchte seine Frauen in ihren Häusern, um mit ihnen zu essen und zu schlafen. Oba bemerkte, dass Xango im Haus von Oshun alle Speisen verzehrte, die diese ihm bereitet hatte, aber beim Besuch ihres Hauses lediglich einiges auswählte. Oba suchte das Verhältnis zu ihrem Mann zu verbessern und fragte Oshun, wie sie Shango so glücklich machte. Diese Frage erfüllte Oshun mit Groll, denn Obas Kinder würden als Kinder der ersten Frau Shangos Reich erben. Ihre Kinder aber würden als Konkubinenkinder nicht annähernd den gleichen Status erreichen. Eifersüchtig beschloss sie, Oba einen Streich zu spielen und erklärte, sie habe vor Jahren ein kleines Stück ihres Ohrs abgeschnitten, getrocknet und davon ein Pulver bereitet, das sie auf Shangos Speisen gebe. Während des Essens würde Shangos Begierde nach der Speise und nach Oshun wachsen. Aufgeregt lief Oba nach Hause, um Amala, Shangos Lieblingsgericht, zu kochen. Wenn ein kleines Stück von Oshuns Ohr solche Wirkungen zeitigte – dachte sie –, würde ihr ganzes Ohr Shangos Gelüste nach ihr weit mehr steigern und er würde Oshun für immer vergessen. Sie schnitt ihr Ohr ab und rührte es in Shangos Speise. Als Shango zum Essen kam, setzte er sich, begann zu essen ohne auf den Teller zu blicken. Als er schließlich flüchtig herunterblickte, sah er ein Ohr in der Suppe schwimmen. Shango argwöhnte, Oba wolle ihn vergiften und jagte sie aus dem Haus. Oba lief weinend aus der Siedlung, fiel zu Boden und verwandelte sich in einen Fluss, in dem sie noch heute verehrt wird. Für die Orisha ist sie der Schutzpatron der Ehe; es heißt, sie zerstöre Ehen, bei denen ein Partner treulos ist.

### Kultische Verehrung
Plastisch wird Shango mit einer Doppelaxt auf seinen drei Köpfen abgebildet. Er steht in Verbindung mit dem heiligen Tier, dem Widder und den heiligen Farben Rot und Weiß.
Seiner wird in Oyo, Nigeria, jährlich mit einem zehntägigen Fest gedacht, bei dem verschiedene Riten begangen werden und das Gesänge, Geschichtenerzählen, Trommeln und Tanzen beinhaltet. Das Festival wurde 2023 in die UNESCO-Liste des immateriellen Kulturerbes der Menschheit aufgenommen.

## Shango in Amerika

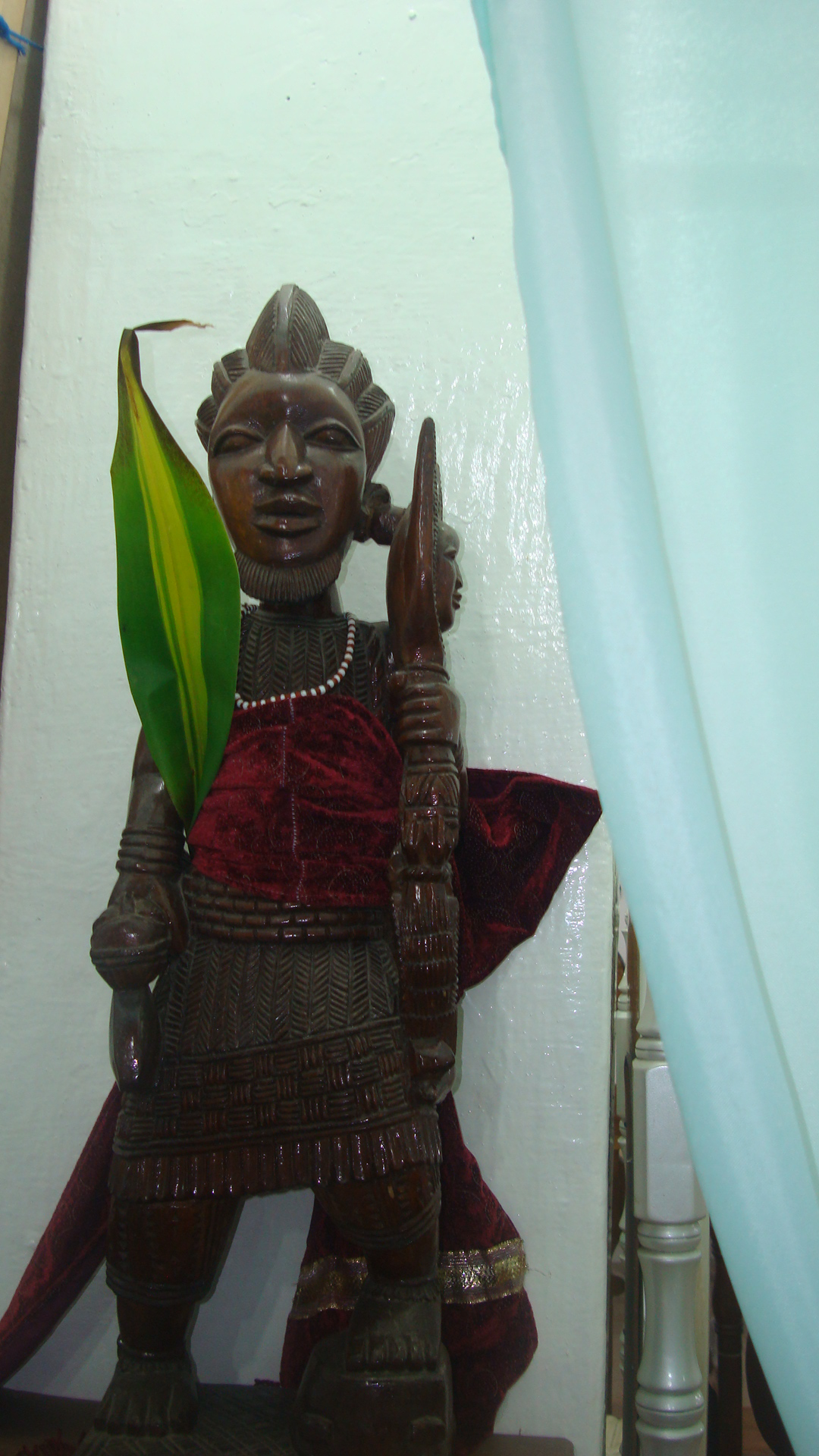
Shango-Figur in Brasilien

### Übertragung des Shango-Kultes nach Amerika
Das Königreich Oyo organisierte einen systematischen Sklavenhandel, in dessen Verlauf die erbeuteten Sklaven wichtige Elemente der Religion der Oyo-Yoruba übernahmen. Alle wesentlichen Initiationsriten (wie sie in den letzten Jahrhunderten in Kuba, Puerto Rico oder Venezuela gefeiert wurden) basieren auf der traditionellen Shango-Zeremonie der alten Oyo. Dieser Brauch überstand die atlantische Passage und gilt als in vollständiger Gestalt an der amerikanischen Küste überliefert. Diese Art der Yoruba-Initiation wurde die Grundlage aller Orisha-Initiationen westlich des Atlantik.

### Widerstand gegen die Sklavenhaltergesellschaft
Die von dem Donnergott ausgehende Macht gilt auch als Hauptsymbol des afrikanischen Widerstandes gegen die europäische Sklavenhaltergesellschaft. Er beherrscht die Batá-Trommel (drei doppelt-bespannte Trommeln) und die Musik im Allgemeinen sowie den Tanz und die Unterhaltung.

### Verehrung in verschiedenen Kulten
| Farben | Rot und Weiß |
| Zahlen | 6, 12        |

Shango wird im haitianischen Voodoo als Donner- und Wettergott verehrt; in brasilianischen Candomblé Ketu (unter dem Namen Xangô); in Umbanda, als der mächtige loa Nago Shango; in Trinidad als Donnergott Shango, mit Trommeln und Tanz; sowie in Kuba, Puerto Rico und Venezuela – als das Santería-Äquivalent zu St. Barbara, als traditionelle Gestalt der Kolonialzeit für die Gottheit ist sie als Changó bekannt. Er ist die Hauptgestalt der prophetischen Schriften der Lukumí-Religion.